# Alfabetul persan
Alfabetul persan (persană الفبای فارسی) sau scriere perso-arabă, este un sistem de scriere folosit pentru limba persană vorbită în Iran (persană occidentală) și Afganistan (persană dari). Limba persană vorbită în Tadjikistan (persană tadjică) este scrisă în alfabetul tadjic, o versiune modificată a alfabetului chirilic încă din epoca sovietică.
Sistemul de scriere persan modern este derivat direct și dezvoltat din sistemul de scriere arab. După cucerirea musulmană a Persiei și căderea Imperiului Sasanid în secolul al VII-lea, araba a devenit limba de guvernare și mai ales religia în Persia timp de două secole.
Înlocuirea alfabetelor pahlavi cu alfabetul persan pentru a scrie limba persană a fost făcută de dinastia saffaridă și dinastia samanidă în secolul al IX-lea, în Marele Khorasan. Este în mare parte, dar nu exclusiv, de la dreapta la stânga; expresiile matematice, datele numerice și numerele care poartă unități sunt încorporate de la stânga la dreapta. Scrierea este cursivă, ceea ce înseamnă că majoritatea literelor dintr-un cuvânt se conectează între ele; când sunt tastate, procesoarele de text contemporane se alătură automat formelor de litere adiacente.